# Fülöp orléans-i herceg (1336–1375)
Philippe d’Orléans (Vincennes, 1336. július 1. – Orléans, 1375. szeptember 1.) Orléans első hercege, Beaumont-le-Roger és Valois grófja, VI. Fülöp francia király és Burgundi Johanna második felnőttkort megért gyermeke, II. (Jó) János öccse és V. (Bölcs) Károly nagybátyja volt.
1344-ben kapta meg apanázsul Valois-t, atyja hajdani birtokát, valamint Beaumont-le-Roger-t és Orléans-t. Ez utóbbi hercegi és pairi méltóságot jelentett számára. 1345. január 18-án Blanche-ot, IV. (Szép) Károly utószülött leányát, de harminc évig tartó házasságukból nem született utód. A hercegnek egyetlen törvénytelen fiáról tudunk: Louis később Beauvais püspöke lett.
Philippe herceg, aki 1346-ban Touraine grófja is lett, nem különösebben vett részt korának történéseiben, így sem az udvari intrikákban, sem a százéves háború ütközeteiben nem tüntette ki magát. 1375-ös halála után birtokai visszaszálltak a koronára. Orléans 1392-ben lett újra hercegi apanázs, attól kezdve, bár a birtok többször is visszaszállt a koronára, számozzák urait – ennek megfelelően I. Philippe d’Orléans néven XIII. Lajos fiát, XIV. Lajos öccsét szokták nevezni, aki 1660–1701 között viselte e rangot.